# سرآب گاماسیاب

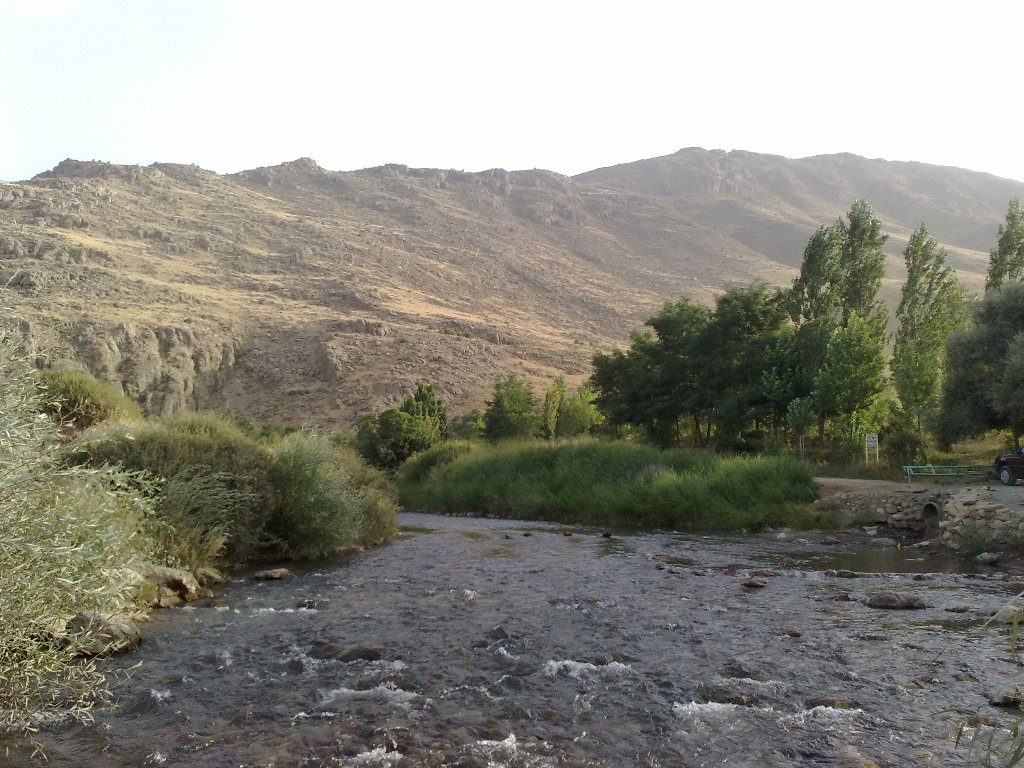
سراب گاماسیاب

سرآب گاماسیاب، (به لری: سراو گاماسی آو) در ۲۰ کیلومتری جنوب نهاوند و از دره‌های شمالی رشته کوه گرین سرچشمه می‌گیرد. سرچشمه آب آن یخچال طبیعی است و دارای آبدهی ۵ متر مکعب در ثانیه است که این شمار آبدهی در سنجش با دیگر سرآب‌های پدیدار در زاگرس و دیگر سرآب‌های کشور شماره ای درخور نگرش است.
آب روان شده از سراب گاماسیاب سرچشمهٔ  رودخانهٔ بزرگ گاماسیاب است. این رود در دارازای دره شهرستان و مسیر دشت دلتایی نهاوند روان است و به هنگام گذر، بیشتر بخش‌های روستاها و باغ‌های باختری شهر را سیرآب ساخته و با گذار از شهرستان کنگاور، راهی شهرستان صحنه در استان کرمانشاه می‌شود. در استان کرمانشاه رود قره‌سو نیز به گاماسیاب می‌ریزد و از آنجا به بعد سیمره نامیده می‌شود. سیمره نیز با رود جزمان یکی شده و به استان لرستان وارد می‌شود و در آنجا با کشکان یکی می‌شود و در ادامه ، در استان خوزستان رود کرخه نامیده می‌شود که در پایان به سوی تالاب هورالعظیم و خلیج فارس جاری می‌گردد. در بالا دست چشمه‌ها، غاری طبیعی دیده می‌شود و محوطهٔ پیرامون سرآب جنگل‌کاری شده است. در مسیر این رود با ساخت نیروگاه برق آبی و حوضچه‌های پرورش ماهی، در تولید برق و پرورش ماهی بهره‌برداری نموده‌اند. چشمه جوشان و پرآب با ویژگی‌های خاص طبیعی، یکی از خواستگاه های سزاوار گردشگری استان همدان بشمار می‌آید.
سرآب گاماسیاب سی‌ودومین اثر طبیعی ملی است که توسط سازمان میراث فرهنگی در ۲۶ اسفند ۱۳۸۷ در فهرست میراث طبیعی ایران قرار گرفت.

## دربارهٔ نام
معنی واژه گاماسیاب این واژه ازسه واژه گا، ماسی و آب تشکیل شده است. اما این واژه باستانی چگونه بوجود آمده است؟ رشته کوه مرتفع و طویل گرین دیواری بسیار بلند و دراز در بین استانهای همدان و لرستان پدیدآورده است. این رشته‌کوه عظیم قله‌های بسیار دارد، یکی از آن‌ها چهل تن یا چهل نابالغان است (۳۴۵۵متر) تقریباً در بالای قله دو یخچال بزرگ وجود دارد. در تابستان از دشت نهاوند و از بعضی جاهای شهرستان ملایر این دو یخچال به شکل‌های یک گاو و یک ماهی دیده می‌شوند. در سال‌های گذشته قبل از تغییرات آب‌وهوایی زمین به علت گازهای گلخانه‌ای این یخچال‌ها و بعضی دیگر از یخچال‌های کوه گرین تا بارش برف در پاییز بعد همچنان باقی می‌ماندند. به نظر می‌رسد مردمان این منطقه در دوران باستان که می‌دانستند آب این چشمه از ذوب‌شدن یخچال‌های گاو و ماهی است، به آن نام گاماسیاب داده‌اند، که معرف گاو و ماهی است.

## نگارخانه

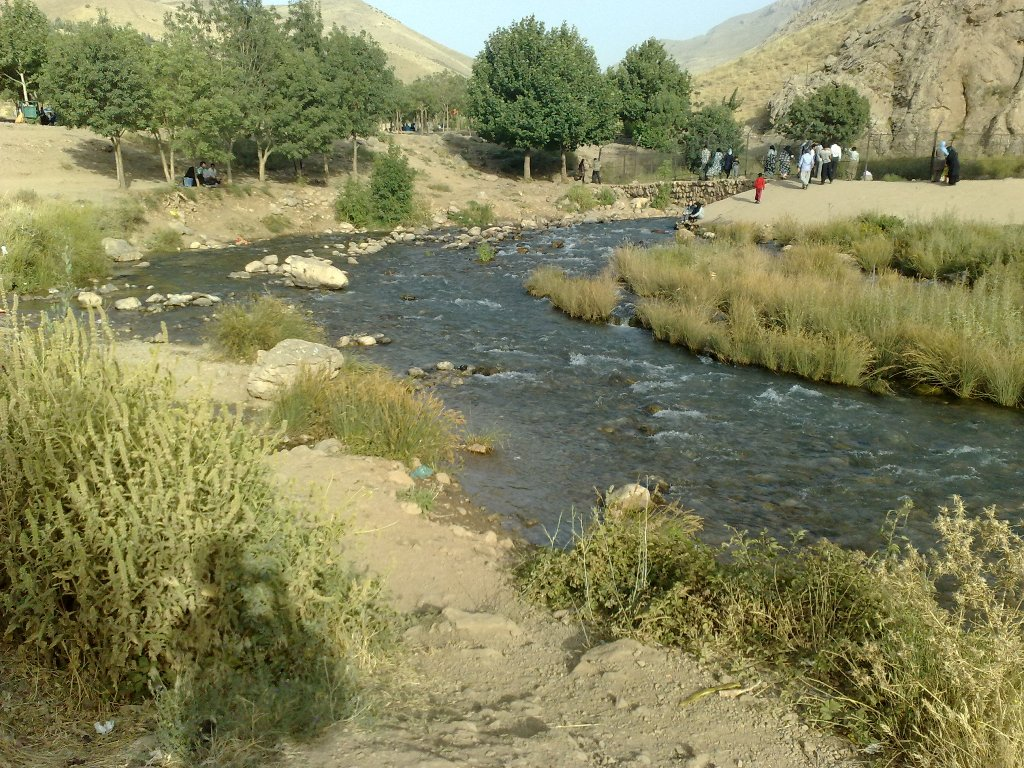
سراب گاماسیاب

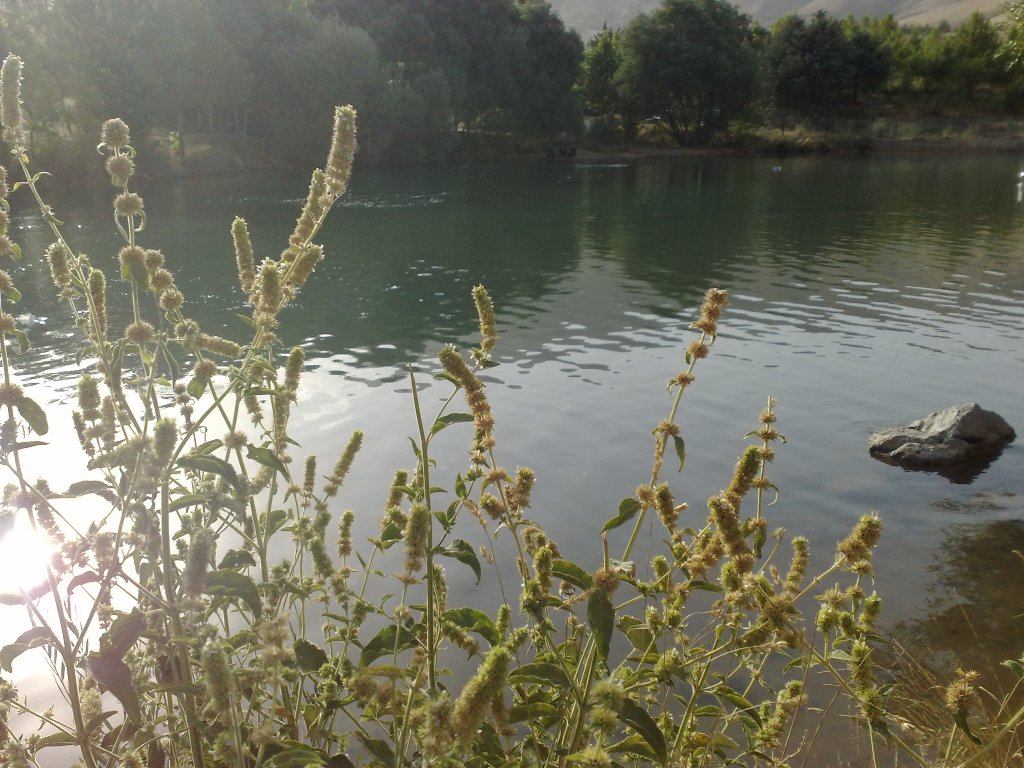
سراب گاماسیاب